# Референдумы в Швейцарии (1982)
Референдумы в Швейцарии проходили 6 июня и 28 ноября 1982 года. В июне проходили референдумы по поправкам к швейцарскому уголовному праву и по новому закону о иностранцах. Первый референдум был одобрен, а второй отклонён. В ноябре прошёл референдум по народной инициативе за предотвращение ценовых злоупотреблений одновременно с контр-предложением. Предложение было принято, а контр-предложение — отклонено.

## Результаты

### Июнь: Уголовное право
| Выбор                                | Голосов   | %    |
| ------------------------------------ | --------- | ---- |
| За                                   | 880 880   | 63,7 |
| Против                               | 501 791   | 36,3 |
| Пустых бюллетеней                    | 22 595    | –    |
| Недействительных бюллетеней          | 1 762     | –    |
| Всего                                | 1 407 028 | 100  |
| Зарегистрированных избирателей/ Явка | 3 999 674 | 35,2 |
| Источник: Nohlen & Stöver            |           |      |

### Июнь: Закон об иностранцах
| Выбор                                | Голосов   | %    |
| ------------------------------------ | --------- | ---- |
| За                                   | 680 404   | 49,6 |
| Против                               | 690 268   | 50,4 |
| Пустых бюллетеней                    | 34 425    | –    |
| Недействительных бюллетеней          | 1 869     | –    |
| Всего                                | 1 406 966 | 100  |
| Зарегистрированных избирателей/ Явка | 3 999 674 | 35,2 |
| Источник: Nohlen & Stöver            |           |      |

### Ноябрь: Злоупотребление ценами
| Выбор                                | Гражданская инициатива | Гражданская инициатива | Гражданская инициатива | Гражданская инициатива | Гражданская инициатива | Встречная инициатива | Встречная инициатива | Встречная инициатива | Встречная инициатива | Встречная инициатива |
| Выбор                                | Общее голосование      | Общее голосование      | Кантоны                | Кантоны                | Кантоны                | Общее голосование    | Общее голосование    | Кантоны              | Кантоны              | Кантоны              |
| Выбор                                | Голосов                | %                      | Полных                 | Полу-                  | Всего                  | Голосов              | %                    | Полных               | Полу-                | Всего                |
| ------------------------------------ | ---------------------- | ---------------------- | ---------------------- | ---------------------- | ---------------------- | -------------------- | -------------------- | -------------------- | -------------------- | -------------------- |
| За                                   | 730 938                | 56,1                   | 16                     | 2                      | 17                     | 281 132              | 21,6                 | 0                    | 0                    | 0                    |
| Против                               | 530 498                | 40,7                   | 4                      | 4                      | 6                      | 850 880              | 65,3                 | 20                   | 6                    | 23                   |
| Без ответа                           | 40 751                 | 3,1                    | –                      | –                      | –                      | 170 175              | 13,1                 | –                    | –                    | –                    |
| Пустых бюллетеней                    | 12 586                 | –                      | –                      | –                      | –                      | 12 586               | –                    | –                    | –                    | –                    |
| Недействительных бюллетеней          | 9 698                  | –                      | –                      | –                      | –                      | 9 698                | –                    | –                    | –                    | –                    |
| Всего                                | 1 324 471              | 100                    | 20                     | 6                      | 23                     | 1 324 471            | 100                  | 20                   | 6                    | 23                   |
| Зарегистрированных избирателей/ Явка | 4 023 726              | 32,9                   | –                      | –                      | –                      | 4 023 726            | 32,9                 | –                    | –                    | –                    |
| Источник: Direct Democracy           |                        |                        |                        |                        |                        |                      |                      |                      |                      |                      |